# گمینا ستاروگارد گدانگسکی
گمینا ستاروگارد گدانگسکی (به لهستانی:  Gmina Starogard Gdański) یک گمینا در لهستان است که در شهرستان استاروگارد واقع شده‌است. گمینا ستاروگارد گدانگسکی ۱۹۶٫۱۶ کیلومتر مربع مساحت و ۱۳٬۶۷۶ نفر جمعیت دارد.